# Olenus
In de Griekse mythologie is Olenus (of Olenos) de naam van verschillende personen:
1. Olenus, zoon van Hephaistos en vader van Helike en Aex, twee kindermeisjes van Zeus toen die nog een baby was. Er is een stad in Aulis naar hem vernoemd.[1]
2. Olenus, zoon van Zeus en Anaxithea, een dochter van Danaos, naamgever van een stad in Achaea.
3. Olenus, de vader van Tectaphus, een Lapith.[2]
4. Olenus, een man die leefde op de berg Ida. Zijn vrouw Lethaea beweerde dat ze was mooier dan enige godin. Als straf werden ze beiden in een steen veranderd. Hoewel Olenus dit lot had kunnen vermijden, koos hij ervoor om bij zijn vrouw te blijven.[3]
5. Olenus, een van de Leleges. Hij was de vader van Phoceus, die werd gedood door de Argonauten.[4]

Olenus is ook een geslacht van trilobieten.